# Religiöse Kinderwoche
Religiöse Kinderwochen (RKW) sind Veranstaltungen katholischer Kirchgemeinden für Kinder und Jugendliche. Sie dienen der thematischen Auseinandersetzung mit religiösen Inhalten, wie dem Erleben der christlichen Gemeinschaft, dem gemeinsamen Beten, Speisen, Spielen und Erlernen religiöser Inhalte in der Katechese. Sie sind mit den Rüstzeiten der evangelischen Kirche vergleichbar.

## Geschichte
Die Religiösen Kinderwochen wurden in der Anfangszeit der DDR von katholischen Kirchengemeinden als Kontrapunkt zu den Ferienspielen der staatlichen Schulen erfunden, um die Erziehung der Kinder nicht allein darauf zu gründen. Die Treffen fanden unter Anleitung Erwachsener eine Woche lang in den Gemeinderäumen statt.

## Bedeutung und Ablauf
Heute sind die Religiösen Kinderwochen vor allem in Ostdeutschland beliebt, gewinnen jedoch auch in den westdeutschen Kirchengemeinden an Verbreitung. Jedes Jahr beschäftigen sich Erwachsene zu neuen Themen mit den Kindern der Gemeinde. Die inhaltliche Vorbereitung der RKW wird jährlich von einer Diözese übernommen und beim St.-Benno-Verlag Leipzig als Materialpaket verlegt. Derzeit beteiligen sich daran das Erzbistum Berlin, das Bistum Dresden-Meißen, das Bistum Erfurt und das Bistum Magdeburg. Für die haupt- und ehrenamtlichen RKW-Begleiter finden im Vorfeld Einführungsveranstaltungen statt, um sie mit dem Thema und dem vorbereiteten Material vertraut zu machen.
Eine RKW findet meistens in den Sommerferien statt und dauert eine Woche. Manche RKW sind mit einer einwöchigen Fahrt verbunden, so dass die Kinder die komplette Zeit zusammen verbringen. Andere RKW finden tagsüber in den Gemeinderäumen statt. Neben den thematischen Einheiten wird eine RKW häufig mit Spielen, Ausflügen und Gottesdiensten gestaltet. Einige Gemeinden bieten für alle Gemeindemitglieder ein Abschlussfest und / oder einen Gottesdienst an, in dem das Thema und die Lieder der RKW eine große Rolle spielen.
In einigen Gemeinden ist es außerdem üblich, zusätzlich in den Winter- oder Herbstferien eine RKW anzubieten. Zur Unterscheidung werden die Veranstaltungen begrifflich meist mit „Sommer-RKW“, „Winter-RKW“ und „Herbst-RKW“ bezeichnet. Als Thema kann hier das Thema der letzten „Sommer-RKW“ genutzt werden, aber auch Themen vergangener Jahre oder eigene Ideen.
In vielen Bistümern gibt es außerdem zentrale Veranstaltungen zum RKW Thema. Bei einem Gottesdienst und verschiedenen Veranstaltungen wie zum Beispiel der diözesanen Kinderwallfahrt treffen die Kinder der unterschiedlichen Gemeinden aufeinander.
Es gibt erste Versuche, ökumenische religiöse Kinderwochen zu veranstalten.

## Titel und Themen
Die Unterthemen eines Jahres wurden oft einzelnen Tagen der Woche zugeordnet.
Soweit bekannt ist, welche Diözese das Material erarbeitet hat, wurde die Zeile in der entsprechenden Farbe markiert.
| Erzbistum Berlin (B) | Bistum Dresden-Meißen (DD) | Bistum Erfurt (EF) | Erzbistum Hamburg (HH) | Bistum Magdeburg (MD) |

### 1949–1959
| Jahr | Titel | Unterthemen |
| ---- | --- | --- |
| 1949 | „Schulkinder erleben Freude und Gemeinschaft in der örtlichen Pfarrei“                                                | |
| 1950 | „Alle Kinder dieser Erden sollen Gotteskinder werden“                                                                 | |
| 1951 | „Schutzmantelmadonna“                                                                                                 | |
| 1952 | „Gott lebt!“ (Das Bekenntnis an den Katholikentag 1952 in Berlin)                                                     | |
| 1953 | „Lasset uns Menschen machen nach unserem Bild, uns ähnlich“                                                           | |
| 1954 | „Wir sind Missionare Christi“ (Bonifatiusjubiläum zum 1200. Todestag)                                                 | |
| 1955 | „Wir bereiten einen Pfarrfamilientag vor, an dem wir unseren Eltern und alten Leuten ein paar frohe Stunden bereiten“ | |
| 1956 | „Wir suchen Freud, wo immer wir sie finden können“                                                                    | |
| 1957 | <Thema unbekannt> | |
| 1958 | „Vom großen Bund“ (Ich bin der Weinstock, ihr seid die Reben)                                                         | 1. Was finden wir schön in unserer Welt 2. Wir finden wir nicht schön in unserer Welt 3. Vom GROSSEN BUND, der die Menschen glücklich machen will 4. Von der inneren Größe und Herrlichkeit dessen, der zum großen Bund gehört 5. Unsere Antwort auf die Berufung ist Dank (Eucharistie) 6. Die Führung des Bundes 7. Dein Amt im großen Bund 8. Die Erfüllung unserer Aufgaben im großen Bund |
| 1959 | <Thema unbekannt> | |

### 1960–1969
| Jahr | Titel                                                                                                   | Unterthemen |
| ---- | --- | --- |
| 1960 | „Heiliges Gastmahl“ (RKW zum Eucharistischen Jahr)                                                      | |
| 1961 | "Wir sind Kinder Gottes"                                                                                | 1. Wir sind Kinder Gottes 2. Wir haben einen Vater, der alles kann 3. Wir haben ein herrliches Haus, das allen gehört 4. Wir haben viele Brüder in der ganzen Welt 5. Wir haben viele Brüder in der Ewigkeit 6. Wir haben viele hl. Brüder in der himmlischen Seligkeit |
| 1962 | "Singen will ich dem Herrn"                                                                             | 1. Gott gab uns Augen, seine Herrlichkeit zu schauen 2. Gott gab uns Ohren, seine Frohbotschaft zu hören 3. Gott gab uns einen Mund, sein Lob zu singen 4. Gott gab uns ein Herz zum Lieben 5. Gott gab uns Hände zum Spielen, Werken, Helfen 6. Gott gab uns Füße zum Gehen und Wandern                                                                                            |
| 1963 | "Nie will ich von ihr weichen"                                                                          | 1. Wir reisen zum Konzil (Romfahrt) 2. Überall sind wir zu Hause (Weltfahrt) 3. Wir schauen hinter Klostermauern (Klosterfahrt) 4. Wir reisen zu unseren Brüdern nach Konstantinopel (Ostkirchenfahrt) 5. Wir radeln durch das Land (Fahrt durch Deutschland) 6. Wir sind auf der Fahrt, von der uns nichts mehr wenden mag (Himmelfahrt) 7. In Gottes Namen fahren wir (Wallfahrt) |
| 1964 | "Groß und gewaltig ist der Herr - wir wollen seine Zeugen sein" (Bonifatiusjubiläum zum 1200. Todestag) | 1. Groß ist gott in den Werken des Himmels 2. Groß ist Gott in den Werken der Erde 3. Groß ist Gott in den Werken der Menschen 4. Groß ist Gott in den Werken seines Sohnes 5. Groß ist Gott in den Werken seiner Heiligen 6. Groß ist Gott in den Werken seiner Kirche |
| 1965 | "Lass ziehn uns deine Straßen"                                                                          | 1. Pilgernd unterwegs 2. Die Pilgerkarawane des lieben Gottes 3. Mit der Leuchte des Wortes Gottes 4. In der Kraft des Brotes 5. In der Sorge um die Abseitsstehenden 6. Im Zeichen des Kreuzes 7. Auf dem Weg in die neue Stadt |
| 1966 | "Geht hinaus in alle Welt"                                                                              | 1. Männer und Frauen Gottes, die im Namen Jesu in die Welt ziehen 2. Bischöfe, mit denen wir vom II. Vaticanum in die Welt reisen 3. Barmherzige Brüder und Schwestern, die der Herr sendet 4. Gelehrte Männer und Frauen, die der Herr sendet 5. Werktätige Männer und Frauen, die der Herr sendet 6. Pacem in terris 7. Wohin wird der Herr dich führen?                          |
| 1967 | "Wir sind Kinder Gottes"                                                                                | 1. Wir sind Kinder Gottes 2. Wir haben einen Vater im Himmel, der alles kann 3. Wir haben ein herrliches Haus, das allen gehört 4. Wir haben viele Brüder in der ganzen Welt 5. Wir haben viele Brüder in der Ewigkeit 6. Wir haben viele hl. Brüder in der himmlischen Seligkeit                                                                                                   |
| 1968 | "Wir glauben an Jesus Christus"                                                                         | 1. Wir glauben an Jesus Christus 2. Wir glauben an Jesus Christus, unseren Bruder 3. Wir glauben an Jesus Christus, der uns einen Weg zeigt 4. Wir glauben an Jesus Christus, der die Welt verändert 5. Wir glauben an Jesus Christus, der lebt und bei uns bleibt 6. Wir glauben an Jesus Christus, der die Welt vollendet 7. Wir leben den Glauben an Jesus Christus              |
| 1969 | "Wir sind Gottes Volk"                                                                                  | 1. Wir leben in der Gemeinschaft unserer Familie 2. Wir leben in der Gemeinschaft unserer Pfarrei 3. Wir leben in der Gemeinschaft unseres Bistums 4. Wir leben in der Gemeinschaft einer weltweiten Kirche 5. Wir leben in der Gemeinschaft mit allen Menschen, die an Christus glauben 6. Wir leben in der Gemeinschaft mit allen Menschen guten Willens                          |

### 1970–1979
| Jahr | Titel                                             | Unterthemen |
| ---- | ------------------------------------------------- | --- |
| 1970 | "Wir leben mit Jesus Christus"                    | 1. Wir leben mit Jesus Christus in der Versammlung seiner Brüder 2. Wir leben mit Jesus Christus im Lichte seines Wortes 3. Wir leben mit Jesus Christus in der Sorge um alle Menschen 4. Wir leben mit Jesus Christus im Zeichen des Kreuzes 5. Wir leben mit Jesus Christus in der Kraft des Brotes 6. Wir leben mit Jesus Christus auf dem Weg durch diese Zeit                                                              |
| 1971 | "Wir suchen Gott"                                 | 1. Wir suchen Gott in den Werken der Erde 2. Wir suchen Gott in den Werken der Menschen 3. Wir suchen Gott in den Werken seines Sohnes 4. Wir suchen Gott in den Werken seiner Kirche 5. Wir suchen Gott in den Werken einer neuen Welt 6. Die Menschen suchen Gott auch in den Werken meines Lebens |
| 1972 | "Kommt alle zusammen"                             | 1. Kommt alle zusammen 2. Hört und kommt 3. Kommt und seht 4. Seht und nehmt 5. Nehmt und gebt 6. Die Welt wartet auch euch |
| 1973 | "Jesus Christus für uns - wir füreinander"        | 1. "Ich habe euch ein Beispiel gegeben" 2. Dienen 3. Verzeihen 4. Helfen 5. Verzichten 6. "Herr, eile uns zu helfen" |
| 1974 | "Ihr seid meine Freunde"                          | 1. Wir leben miteinander 2. Meine Freunde: die Ausgestoßenen 3. Meine Freunde: die Kranken 4. Meine Freunde: eure Feinde 5. Meine Freunde: die Sünder 6. Wir sind alle Freunde |
| 1975 | "Gott hört unser Rufen gern - er ist unser Vater" | 1. Du bist voller Herrlichkeit 2. Du schenkst uns dein Reich 3. Du zeigst uns den Weg 4. Wir bitten um Brot 5. Wir bitten um Vergebung 6. Wir brauchen dich sehr |
| 1976 | "Wie der Glaube zu uns kam"                       | 1. Jesus sendet Jünger aus 2. Paulus geht zu den Heiden 3. Wynfried kommt in unser Land 4. Elisabeth zeigt einen Weg zu Gott 5. Gemeinde entsteht in ... 6. Jesus sendet mich |
| 1977 | "Ave Maria"                                       | 1. Gott beruft Maria 2. Maria sorgt sich um Jesus 3. Maria lernt bei Jesus 4. Maria leidet mit Jesus 5. Wir beten mit Maria |
| 1978 | "Wie der Glaube weiterlebt"                       | 1. Der Glaube lebt bei den Reisbauern Indonesiens 2. Der Glaube lebt bei den Indios in Peru 3. Der Glaube lebt bei den Hafenarbeitern in Ghana 4. Der Glaube lebt bei den Papuas in der Südsee 5. Der Glaube lebt bei den Arbeiterinnen in Sri Lanka 6. Der Glaube lebt bei uns in ... |
| 1979 | "Hört, wen Jesus glücklich preist"                | 1. Selig die Armen im Geiste (Tag der leeren Hände) 2. Selig, die hungern und dürsten nach Gerechtigkeit (Tag der frohen Herzen) 3. Selig die Barmherzigen (Tag der aufmerksamen Blicke) 4. Selig, die reinen Herzens sind (Tag der guten Einfälle) 5. Selig, die Verfolgung leiden (Tag der mutigen Jünger) 6. Selig die Friedensstifter (Tag der spielenden Freunde) 7. Freut euch und sed froh (Der große Freu-dich-mit-Tag) |

### 1980–1989
| Jahr | Titel                                                | Unterthemen |
| ---- | ---------------------------------------------------- | --- |
| 1980 | "Prüft alles, das Gute behaltet!"                    | 1. Prüft alles, das Gute behaltet! 2. Prüft im eigenen Leben 3. Prüft im Zusammenleben mit anderen 4. Prüft im Zusammenleben mit Andersdenkenden 5. Prüft in der Freizeitgestaltung 6. Wir feiern ein Fest!                                                   |
| 1981 | "Unterwegs mit Elisabeth"                            | 1. ... auf der Straße ins Leben 2. ... auf der Suche nach Freude 3. ... in der Liebe zum anderen 4. ... unter dem Kreuz unseres Herrn 5. ... bis zum Tag der Vollendung                                                                                       |
| 1982 | "Wir sind einander Brüder, und niemand ist uns fern" | 1. Jesus sagt: "Geht zu allen Menschen!" deshalb lasst uns 2. ... aufeinander zugehen 3. ... miteinander sprechen 4. ... voneinander lernen 5. ... füreinander dasein 6. ... miteinander feiern                                                               |
| 1983 | "Leben unterm Regenbogen"                            | 1. Wir feiern Gottes neue Welt 2. ... wo Menschen sich auf den Bund mit Gott einlassen 3. ... wo Menschen miteinander Gott begegnen 4. ... wo Menschen einander dienen 5. ... wo Menschen zu Versöhnung und Umkehr bereit sind 6. Wir leben für die neue Welt |
| 1984 | "Du hast uns, Herr gerufen"                          | 1. Du lädst uns ein - wir kommen zusammen 2. Du sprichst zu uns - wir hören auf dich 3. Du machst uns reich - wir danken dir 4. Du stirbst für uns - wir leben mit dir 5. Du kommst zu uns - wir nehmen dich auf 6. Du sendest uns - wir gehen hinaus         |
| 1985 | "Wie weit ist es nach Ninive"                        | 1. Ein Mann, der Jona hieß 2. Ich bin Jona 3. Der Weg nach Ninive ist weit 4. Eine Predigt für Ninive 5. Freut euch mit Ninive |
| 1986 | "Gott macht kleine Leute groß"                       | 1. Gott ruft - Sebastian sagt Ja 2. Gott sendet aus - Patrick macht sich auf den Weg 3. Gott fordert - Antonius macht ernst 4. Gott ist der Größte - Teresa stimmt in das Loblied ein 5. Gott macht stark - Hans und Sophie Scholl schwimmen gegen den Strom  |
| 1987 | "Wie der Glaube bei uns lebt"                        | 1. Glaube lebt durch Miteinander 2. Glaube lebt durch Sorge füreinander 3. Glaube lebt durch Beten und Arbeiten 4. Glaube lebt durch lebendiges Lernen 5. Glaube lebt durch Offensein 6. Glaube lebt durch Feiern                                             |
| 1988 | "Alle Dinge erzählen von Gott"                       | 1. Wir sehen und erfahren 2. ... was die Sonne erzählt 3. ... was die Luft erzählt 4. ... was das Wasser erzählt 5. ... was das Feuer erzählt 6. ... was die Erde erzählt Abschlusstag - Wir feiern ein Fest                                                  |
| 1989 | "Die Spur des Propheten Jeremia"                     | 1. Jeremia wird von Gott berufen 2. Jeremia erkennt Gottes Plan 3. Jeremia setzt Zeichen 4. Jeremia macht den Verbannten Mut 5. Jeremia lässt sich nicht verwirren 6. Jeremia bleibt seinem Auftrag treu                                                      |

### 1990–1999
| Jahr | Titel                                                         | Unterthemen |
| ---- | ------------------------------------------------------------- | --- |
| 1990 | "Kleines Senfkorn Hoffnung"                                   | 1. Hoffnung, die Gerechtigkeit schafft 2. Gerechtigkeit, die alle leben lässt 3. Hoffnung, die Frieden bringt 4. Frieden, der uns Zukunft bringt 5. Hoffnung, die Schöpfung erhält 6. Schöpfung, die uns atmen lässt |
| 1991 | "Auf der Suche nach der Quelle"                               | 1. Wer Durst hat, sucht die Quelle 2. Jesus lädt uns zum Mahl 3. Jesus macht gesund 4. Jesus sendet uns 5. Jesus zeigt den Weg                                                                                       |
| 1992 | "Singt das Lied der Freude ..:!" (Mit Gott mein Leben feiern) | 1. So bunt ist unser Leben 2. Daran kann ich mich erinnern 3. Wichtige Ereignisse feiern wir 4. Wir bereiten ein Fest vor 5. Wir feiern das Fest 6. Wir feiern den Sonntag                                           |
| 1993 | "Zu Fuß nach Jerusalem"                                       | 1. Kommt und seht 2. Kinder, Kinder ... 3. Besuch kommt 4. Du, sag mal ... 5. Geh mit uns |
| 1994 | "In fünf Tagen um die Welt"                                   | 1. Peru - Eine Brücke in den Anden 2. Senegal - Unterm Palaverbaum 3. Papua-Neuguinea - Alles hat ein Gesicht 4. Kasachstan - Krach in der Steppe 5. Sri Lanka - Auf dem Weg zum Adams Peak                          |
| 1995 | "Wen Gott zum König macht"                                    | 1. ..., den ruft er 2. ..., dem schenkt er Mut 3. ..., der achtet das Leben 4. ..., der lässt sich was sagen 5. ..., der möchte bei ihm bleiben                                                                      |
| 1996 | "Wozu der Glaube uns bewegt"                                  | 1. Echt sein (Wahrhaftigkeit) 2. Dran bleiben (Geduld/Ausdauer) 3. Anders sein (Bescheidenheit/Maßhalten) 4. Fair sein (Gerechtigkeit) 5. Stark sein (Tapferkeit)                                                    |
| 1997 | "Unsern Träumen auf der Spur"                                 | 1. Einsteigen 2. Segel setzen 3. Draufbleiben 4. Festsitzen 5. Anlegen |
| 1998 | "Komm und entdeck mit mir... das Haus Kirche"                 | 1. ... mehr als eine Tür 2. ... mehr als ein Haus 3. ... mehr als einen Weg 4. ... mehr als einen Platz 5. ... mehr als einen Tisch                                                                                  |
| 1999 | "... deine Farben sind das Leben" (Gottesbilder)              | 1. Rot 2. Orange 3. Gelb 4. Grün 5. Blau 6. Violett |

### 2000–2009
| Jahr | Titel                                                                         | Unterthemen |
| ---- | ----------------------------------------------------------------------------- | --- |
| 2000 | "Drei für uns - ein Grund zum Feiern" (Der dreifaltige Gott - Dreifaltigkeit) | 1. Ein Raum für uns 2. Ein Geschenk für uns 3. Ein Wort für uns 4. Ein Platz für uns 5. Ein Fest für uns |
| 2001 | "Wir machen uns zum Leuchtturm auf" (Vorbilder)                               | 1. Menschen brauchen Menschen 2. Da ist was draus zu machen 3. Immer höher geht es nicht 4. Über den Augenblick hinaus 5. Menschen wie Leuchttürme |
| 2002 | "Was den Himmel offen hält - Schau nach Jeshuas Hütte!" (Laubhüttenfest)      | 1. Warum das Dach nicht dicht ist (Segen) 2. Weise Worte aufgerollt (Tora) 3. Ein heißer Draht zu Gott (Gebet) 4. Ein Anliegen im Rucksack (Wallfahrt) 5. Mach fest, was dir den Himmel offen hält (Anhalten) 6. Zwei Kerzen - reserviert für einen Tag (Shabbat)                                                                                            |
| 2003 | "Mehr als du glaubst, verbindet uns" (Ökumene)                                | 1. Da berühren sich Himmel und Erde / Wie orthodoxe Christen gläubig leben 2. Uns verpflichtet das Wort / Was evangelischen Christen wichtig ist 3. Beim letzten Abendmahle / Wie katholische Christen ihren Glauben feiern 4. Viele Zweige aus einem Stamm / Was Christen miteinander verbindet 5. Vater, lass uns eins sein / Jesus betet für seine Jünger |
| 2004 | "Feeling für Gott ... weil die Sinne uns nicht täuschen" (Bonifatius)         | 1. Wer Ohren hat zu hören ... 2. Kommt und seht ... 3. Wer streicheln kann, sei zärtlich! 4. Vom Duft der Liebe erzählen 5. Auf den Geschmack des Lebens kommen |
| 2005 | "Pizza, Papst & Petersdom" (Rom, Vatikan, Papst)                              | 1. Wer Ohren hat zu hören ... 2. Kommt und seht ... 3. Wer streicheln kann, sei zärtlich! 4. Vom Duft der Liebe erzählen 5. Auf den Geschmack des Lebens kommen |
| 2006 | "Das wünsch ich (nicht nur) mir" (Eine Reise mit dem biblischen Buch Tobit)   | 1. Das bin ich 2. Das ist ungerecht 3. Das macht mir Mut 4. Das schaffst du schon 5. Das hätte ich nicht gedacht |
| 2007 | "Elisabeth, weil du es bist ..." (Elisabeth von Thüringen)                    | 1. ... lass ich dich nicht allein 2. ... salbe ich dich 3. ... bist du mein geliebtes Kind 4. ... kleide ich dich 5. ... erleuchte ich dich |
| 2008 | "Voll das Leben - Leben in Fülle mit Jesus Christus" (Jesus Christus)         | 1. Hereinspaziert - Ich bin die Tür 2. Mit dir immer - Ich bin der gute Hirt 3. Hier geht´s lang - Ich bin der Weg 4. Alles klar - Ich bin das Licht der Welt 5. Mittendrin - Ich bin die Auferstehung und das Leben |
| 2009 | "Um Himmels willen - Dein Reich komme" (Reich Gottes)                         | 1. Im Garten - Ich staune über deine Schöpfung 2. Zwischen den Stühlen - Ich übe mich in Gerechtigkeit 3. Mit gefalteten Händen - Ich finde zu Gott 4. Im Haus - Ich wage den Frieden 5. Am Tisch - Ich lebe Gemeinschaft |

### 2010–2019
| Jahr | Titel                                                             | Unterthemen |
| ---- | ----------------------------------------------------------------- | --- |
| 2010 | "Gott find ich gut ... - Eine Gottsucher-RKW" (Gott auf der Spur) | 1. Wo find ich IHN? - Die Gottsuche beginnt 2. Spuren sichern! - In der Schöpfung den Schöpfer suchen 3. Zeugen gesucht! - Wer hat IHN erlebt? 4. Sein Versteck! - In Freud und Leid 5. Nur nicht aufgeben! - Der eigenen Sehnsucht folgen 6. Auftrag erfüllt? - Jetzt geht´s erst richtig los |
| 2011 | "R.I.P. - Raupe im Paradies" (Abschied, Tod, Auferstehung)        | 1. Freunde im Paradies 2. Abschied im Paradies 3. Tod im Paradies 4. Veränderung im Paradies 5. Leben im Paradies |
| 2012 | "Worauf du dich verlassen kannst - Unterwegs mit Rut" (Buch Rut)  | 1. Worauf ist denn Verlass? 2. Ich gebe mein Wort - dir! 3. Ich sorge - für dich! 4. Ich halte - zu dir! 5. Worauf ich mich verlassen kann! |
| 2013 | "Wer glaubt, ist nicht allein" (der Glaube)                       | 1. Da bin ich 2. Mit dem Herzen hören 3. Feiern muss sein 4. Mitspieler gesucht 5. Geborgen in dir, Gott |
| 2014 | "Follow me - Auf dich baue ich" (Apostel Petrus)                  | 1. Ich lass mich rufen - Fischer sein 2. Ich lass mich begeistern - Jünger sein 3. Ich lass mich korrigieren - Mensch sein 4. Ich lass mich auf was ein - Frontmann sein 5. Auf mich kann man bauen - Felsen sein                                                                              |
| 2015 | "Giovannis Traum" (Don Bosco)                                     | 1. Traum und Leben 2. Himmel und Erde 3. Feuer und Flamme 4. Herz und Hand 5. Fröhlich sein und Gutes tun |
| 2016 | "Warum immer ich? Trotzen & motzen mit Jona" (Prophet Jona)       | 1. Meinst du mich? 2. Nicht mit mir! 3. Ich kann dir trauen! 4. Ich versuche es mal! 5. Bin ich dabei? |
| 2017 | "Miteinander zum Geschenk" (Ökumene)                              | 1. Ich bin ein Geschenk 2. Mein Name - ein Geschenk 3. Wir sind füreinander Geschenk 4. Wie man zum Geschenk werden kann 5. Wir sind miteinander Geschenk |
| 2018 | "Komm, freu dich mit mir" (die Frohe Botschaft)                   | 1. Öffne die Hände 2. Lass dich trösten 3. Hab die richtige Idee 4. Setz dich ein 5. Bleib aufmerksam |
| 2019 | "Die Kraft der Vier" (die vier Elemente)                          | 1. Das Unsichtbare spüren: Luft 2. Die Energie begreifen: Feuer 3. Die Vielfalt entdecken: Erde 4. Die Frische erleben: Wasser 5. Seine Kraft finden |

### 2020–
| Jahr        | D  | Titel                                                                                   | Unterthemen |
| ----------- | -- | --------------------------------------------------------------------------------------- | --- |
| 2020/2021 1 | EF | „Helden gesucht“ (Helden in der Bibel und anderswo)                                     | 1. Mutig wie Ester und stark wie Simson 2. Mitfühlend wie Veronika und tapfer wie Stephanus 3. Gerecht wie Cläre und klug wie Matteo 4. Heldenhaft wie ich 5. Von Gott als Held gesandt |
| 2022        | DD | „Geht’s noch? (Über)Leben auf der Erde“ (Schöpfung)                                     | 1. Ich sehe was, was du nicht siehst 2. Es stinkt zum Himmel 3. Mir reicht´s - ich leg los 4. Da geht mir ein Licht auf 5. Ich werde zum Segen                                          |
| 2023        | MD | „Ich sehe was, was du nicht siehst“" (Blick Jesu auf die Menschen)                      | 1. Ich sehe, was in dir versteckt ist 2. Ich sehe, was dir möglich ist 3. Ich sehe, was dich hält 4. Ich sehe, was dich beschirmt 5. Was siehst du?                                     |
| 2024        | B  | pace e bene - einfach Leben mit Klara und Franz (Franz von Assisi und Klara von Assisi) | 1. Die Not bleibt draußen 2. Der Sehnsucht folgen 3. Die Armut beschenkt neu 4. Die Liebe greift um sich 5. Mit Gott im Herzen leben                                                    |
| 2025        | EF | „Herzenssache - Die Psalmen-RKW“                                                        | 1. Wenn mein Herz klopft 2. Wenn mein Herz lacht 3. Wenn mein Herz schmerzt 4. Wenn mein Herz zerbricht 5. Wenn mein Herz dankt                                                         |